# 국도 제73호선 (미국)

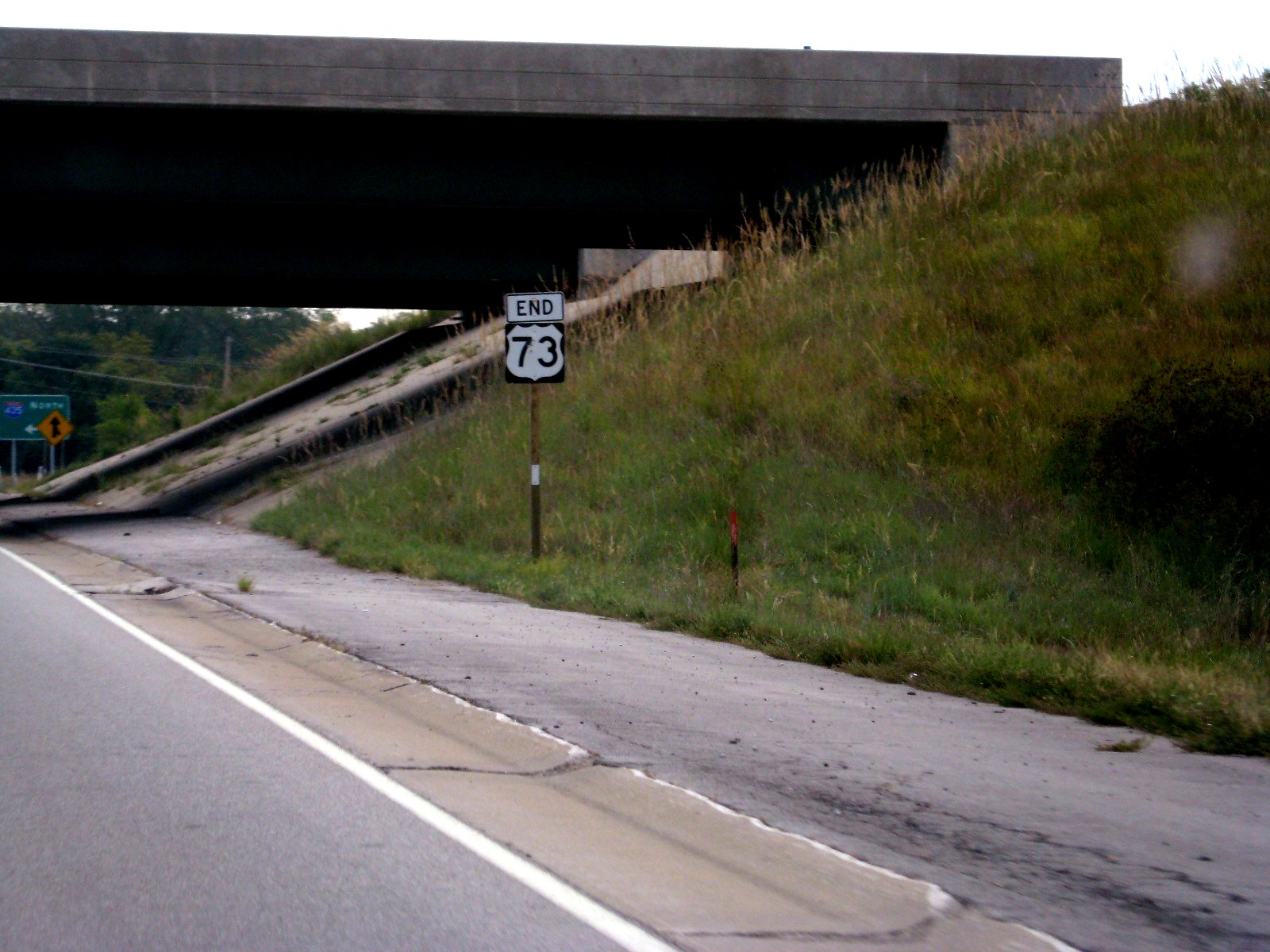
캔자스시티에서 미국 73번 국도의 이전 남쪽 종착역에서 I-435 간선도로와 합류하는 곳

미국 국도 제73호선(U.S. Route 73/US 73)은 미국 캔자스주 보너스프링스와 네브래스카주의 도슨을 연결시켜 주는 총 연장 113 mi(182 km)의 일반 국도 노선이다. 그러나 이 국도 노선의 기종점을 볼 때 기점은 보너스프링스에서는 주간고속도로 제70호선이 만나며, 종점은 네브래스카주 리처드슨군 도슨에서 국도 제75호선과 합류한다. 개통된 시기는 1926년이기도 하다.

## 노선 정보
- 총 연장 : 113.14 마일 (182.08 km)
  - 캔자스주 구간 : 91.120 마일 (146.643 km)
  - 네브래스카주 구간 : 22.05 마일 (35.49 km)

## 통과하는 지자체
- 캔자스주
  - 와이언도트군 - 레번워스군 - 애치슨군 - 브라운군
- 네브래스카주
  - 리처드슨군

## 접촉하고 있는 도로
※ 단, 접촉하고 있는 도로 중에서 주도, 군도 등은 기술 대상에서 배제된다.
고속도로
- 주간고속도로 제70호선

US 국도
- 국도 제24호선
- 국도 제40호선
- 국도 제59호선
- 국도 제159호선
- 국도 제75호선
- 국도 제36호선

## 비고
해당 도로는 캔자스주와 네브래스카주의 경계 지점은 기점으로부터 약 91.12마일 떨어진 지점에 위치하고 있다.